# 堡状卷积云
堡状卷积云（学名：Cirrocumulus castellanus，缩写： Cc cas )，是卷积云的一种。堡状卷积云的云体形似炮塔，以垂直向上的方向发展自一片共同的云底。当堡状卷积云相对于观察者的的高度角高于30°时，这些云体的视场角通常小于1°。堡状卷积云的产生源于该层大气的不稳定。